# Song Shan
Song Shan (forenklet kinesisk: 嵩山; Pinyin: Sōng Shān), er et af de fem fem hellige bjerge i Taoismen og ligger i Dengfeng i bypræfekturet Zhengzhou i provinsen Henan syd for den Gule Flod i Kina. Det har en højde på 1.500 meter over havet.
Betegnelsen «de fem hellige bjerge» eller «de fem hellige bjerge» går tilbage til taoismen; det findes også en betegnelse med fire hellige bjerge som er knyttet til buddhistisk tradition.
For at kunne kommunikere med guderne befalede kongerne at der skulle bygges taoistiske templer på toppen af hver af de fem hellige bjerge. Ifølge taoistisk tro var disse bjergtoppe bosteder for udødelige, og at magiske lingzhisvampe, som giver evigt liv gror på bjergsiderne, og at kraften qi er mest udpræget her.
Song Shanbjergene har 36 toppe, og strækker sig over 60 km, og løber syd for og parallelt med Den gule flod i Kina.
De vigtigste toppe er Taishibjerget og Shaoshibjerget høyeste topp er på 1494 moh.
Skovene som dækker bjergområdet har fået stor mytisk kulturel betydning. Der findes træer som tillægges deres egen historie og iboende kraft. Blandt dem er Songyangakademiets «generalcypres», det «femterangs visdomstræ» i Shaolintemplet, jomfruhårtemplet i Fawangtemplet fra Han-dynastiets tid (206 f.Kr.-220 e.Kr.), «cypresskoven» i Zhongyuetemplet, «bodhitræet» i Yongtaitemplet, og mange flere. Skoven og træerne omtales ofte i kinesisk ældre og nyere litteratur.
I bjergområdet er der også mange kulturelt vigtige templer og andre anlæg. Det mest kendte er Shaolintemplet, hvor munkene har udviklet og fortsat praktiserer gamle kinesiske kampsportsdicipliner 　som qigong, qinggong og andre former for kung fu.
Der er også andre templer af stor betydning, som Zhongyuetemplet (kaldt «det lille palads»), Fawang- og Huishantemplerne (de to er Kinas ældste bestående tempelanlæg), og de to ældste astronomiske observatorier i Kina (begge bevaret i god tilstand). Tårnet i Songyuetemplet er det ældste buddhistiske tårn som eksisterer i landet. Det blev bygget under Det nordlige Wei-dynastis tid (520), har 15 etager og er er over 40 meter højt. Det er samtidig Kinas ældste polygonale tårn.
Songshan har også en stor mængde steleinskriptioner, mere end 2000, efterladt af fremtrædende kalligrafer som Yan Zhenqing, Su Dongpo, Huang Tingjian og Mi You.